# Camprond
Camprond ist eine französische Gemeinde mit 386 Einwohnern (Stand 1. Januar 2022) im Département Manche in der Region Normandie. Sie gehört zum Arrondissement Coutances und zum Kanton Coutances. 
Nachbargemeinden sind Montcuit im Norden, Le Lorey im Nordosten, Savigny im Südosten, Belval im Südwesten und Cambernon im Westen.

## Bevölkerungsentwicklung

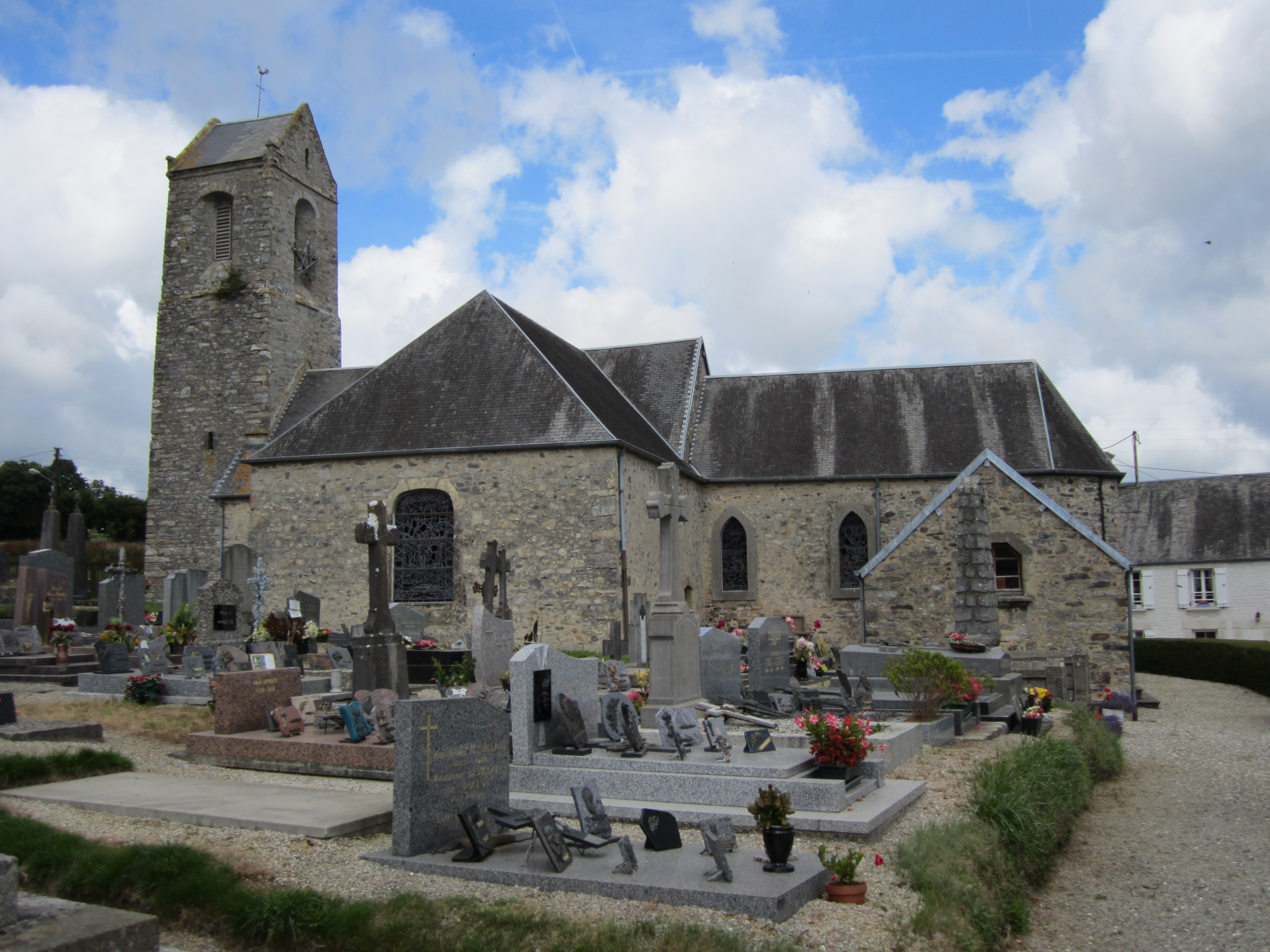
Kirche Saint-Pierre in Camprond

| Jahr      | 1962 | 1968 | 1975 | 1982 | 1990 | 1999 | 2008 | 2018 |
| --------- | ---- | ---- | ---- | ---- | ---- | ---- | ---- | ---- |
| Einwohner | 368  | 350  | 298  | 285  | 335  | 318  | 359  | 409  |